# Make Them Suffer
Make Them Suffer (в переводе с англ. «Заставь их страдать») — австралийская группа из города Перт, образованная в 2008 году.

## История
В 2008 году группа выпустила свою первую одноимённую демозапись Make Them Suffer.
27 сентября 2010 года группа выпускает первый мини-альбом под названием Lord of Woe.
В 2011-м году к группе присоединилась клавишница Луиза Бёртон, также взяв на себя роль бэк-вокалистки. Таким образом, Make Them Suffer является одной из немногих дэткор-групп, практикующих редкое использование женского чистого вокала.
В феврале 2012 года группа подписала контракт с Roadrunner Records и в мае выпустила дебютный альбом под названием Neverbloom.
Группа выпускает сингл «Let Me In» 12 мая 2014 года.
29 мая 2015 года Make Them Suffer выпустили свой второй студийный альбом под названием «Old Souls».
В 2015—2016 годах группа отправилась в тур по США и Канаде в поддержку нового альбома.
В июне 2016 группа выпускает сингл «Ether». Песня войдет на альбом «Old Souls & Lord of Woe», являющийся переизданием альбома Old Souls, куда также войдут новый трек и песни с Lord of Woe EP. 16 июня 2016 на песню вышел клип.
В 2017 группу покидает Луиза Бёртон. На смену ей приходит Бука Найл.
В июле 28-го выходит новый альбом «Worlds Apart».
В 2020 году выходит четвёртый полноформатный альбом под названием How To Survive A Funeral на лейбле Rise Records.
24 февраля 2022 года группа объявила в своем Твиттере, что Бука Найл больше не является членом группы из-за обвинений в сексуальном насилии. На смену ей пришла вокалистка Алекс Рид, также использующая экстрим вокал, что привнесло в звучание группы женский скриминг.
8 ноября 2024 года группа выпустила свой пятый, безымянный альбом, на лейбле SharpTone. Альбом преимущественно получил смешанные отзывы критиков. 

## Музыкальный стиль
Изначально Make Them Suffer исполняли музыку в жанре дэткор в сочетании с симфоническим блэк-металом. Начиная со второго альбома Old Souls коллектив постоянно экспериментирует со звучанием, что в конечном итоге отдалило их от изначального вектора и приблизило творчество группы к мелодичному прогрессивному металкору.

## Состав
Текущий состав
- Шон Харманис — экстремальный вокал (С 2008-го), чистый вокал (С 2020-го)
- Ник МакЛернон — гитара (С 2008-го)
- Джая Джеффри — бас-гитара (С 2016-го)
- Джордан Мэтер — ударные (С 2017-го)
- Алекс Рид — клавишные, чистый и экстремальный вокал (С 2022-го)

Бывшие участники
- Ричард Уэст — ритм-гитара (2008)
- Коди Брукс — ритм-гитара (2008—2011)
- Хизер Менальо — клавишные, синтезатор (2008—2011)
- Крейг Букингем — ритм-гитара (2011—2013)
- Крис Ариас-Рил — бас (2008—2016)
- Луиза Бёртон — клавишные, чистый вокал (2008—2017)
- Тим Мэдден — ударные (2008—2017)
- Бука Найл — клавишные, чистый вокал (2017—2022)

Сессионные участники
- Джей Кумбс  — бас-гитара (2014)

## Дискография

### Студийные альбомы
- Neverbloom (2012, Roadrunner Records) #56 AUS[5]
- Old Souls (2015, Roadrunner Records) #30 AUS[5]
- Worlds Apart (2017, Rise Records)
- How To Survive A Funeral (2020)
- Make Them Suffer (2024)

### (EP)
- Lord of Woe EP (2010, самостоятельное издание)

### Демо
- Make Them Suffer (2008, самостоятельное издание)

### Синглы
- «Weeping Wastelands» (2010)
- «Neverbloom» (2012)
- «Widower» (2012)
- «Elegies» (2013)
- «Let Me In» (2014)
- «Requiem» (2015)
- «Blood Moon» (2015)
- «Threads» (2015)
- «Ether» (2016)
- «Fireworks» (2017)
- «Save Yourself» (2018)
- «27» (2018)
- «Erase Me» (2020)
- «Drown With Me» (2020)
- «Soul Decay» (2020)
- «Contraband» (2021)
- «Doomswitch» (2022)
- «Ghost of Me» (2023)
- «Epitaph» (2024)
- «Oscillator» (2024)
- «Mana God» (2024)